# Giải vô địch bóng đá nữ U-19 châu Âu 2005
Giải vô địch bóng đá nữ U-19 châu Âu 2005 diễn ra tại Phần Lan từ ngày 20 tháng 7 đến 31 tháng 7 năm 2005. Giải cũng là vòng loại Giải vô địch bóng đá nữ U-20 thế giới 2006 tại Nga. Do Nga lọt vào bán kết nên UEFA tổ chức một trận tranh hạng năm giữa hai đội đứng thứ ba của mỗi bảng để xác định suất còn lại của khu vực châu Âu tại Giải vô địch thế giới.

## Vòng bảng

### Bảng A
| Đội      | Tr | T | H | B | BT | BB | Đ |
| -------- | -- | - | - | - | -- | -- | - |
| Đức      | 3  | 3 | 0 | 0 | 10 | 3  | 9 |
| Phần Lan | 3  | 2 | 0 | 1 | 7  | 5  | 6 |
| Thụy Sĩ  | 3  | 1 | 0 | 2 | 8  | 10 | 3 |
| Hungary  | 3  | 0 | 0 | 3 | 1  | 8  | 0 |

| Phần Lan                           | 4 – 2    | Thụy Sĩ                             |
| ---------------------------------- | -------- | ----------------------------------- |
| Sainio 33' · Sällström 63' 68' 89' | Chi tiết | Abbé 76' · Thalmann 87' · Moser 92' |

| Hungary | 0 – 2    | Đức                                 |
| ------- | -------- | ----------------------------------- |
|         | Chi tiết | Okoyino da Mbabi 50' · Hanebeck 58' |

| Hungary | 0 – 2    | Phần Lan                   |
| ------- | -------- | -------------------------- |
|         | Chi tiết | Laihanen 21' · Puranen 70' |

| Đức                                                                | 5 – 2    | Thụy Sĩ                  |
| ------------------------------------------------------------------ | -------- | ------------------------ |
| Okoyino da Mbabi 10' · Blässe 35' 76' · Laudehr 61' · Niemeier 85' | Chi tiết | Bürki 37' · Bernauer 50' |

| Đức                                                     | 3 – 1    | Phần Lan      |
| ------------------------------------------------------- | -------- | ------------- |
| Banecki 20' · Okoyino da Mbabi 22' · I. Kerschowski 43' | Chi tiết | Sällström 57' |

| Thụy Sĩ                              | 4 – 1    | Hungary                 |
| ------------------------------------ | -------- | ----------------------- |
| Bürki 1' 16' 74' (ph.đ.) · Moser 54' | Chi tiết | Jakab 48' · Stoiber 72' |

### Bảng B
| Đội      | Tr | T | H | B | BT | BB | Đ |
| -------- | -- | - | - | - | -- | -- | - |
| Pháp     | 3  | 2 | 1 | 0 | 8  | 2  | 7 |
| Nga      | 3  | 2 | 0 | 1 | 7  | 5  | 6 |
| Anh      | 3  | 1 | 1 | 1 | 5  | 4  | 4 |
| Scotland | 3  | 0 | 0 | 3 | 2  | 11 | 0 |

| Pháp                                                  | 4 – 0    | Nga |
| ----------------------------------------------------- | -------- | --- |
| Peruzzetto 24' · Necib 33' · Thomis 42' · Castera 95' | Chi tiết |     |

| Scotland   | 1 – 3    | Anh                           |
| ---------- | -------- | ----------------------------- |
| Hughes 90' | Chi tiết | Aluko 28' 69' · Sanderson 93' |

| Pháp                                              | 3 – 1    | Scotland    |
| ------------------------------------------------- | -------- | ----------- |
| Thomson 40' (l.n.) · Castera 50' · Courteille 78' | Chi tiết | Liddell 14' |

| Nga                      | 2 – 1    | Anh       |
| ------------------------ | -------- | --------- |
| Danilova 17' 87' (ph.đ.) | Chi tiết | Aluko 65' |

| Nga                                                | 5 – 0    | Scotland |
| -------------------------------------------------- | -------- | -------- |
| Terekhova 1' · Morozova 12' · Danilova 57' 81' 86' | Chi tiết |          |

| Anh      | 1 – 1    | Pháp       |
| -------- | -------- | ---------- |
| Aluko 6' | Chi tiết | Thomis 67' |

## Vòng đấu loại trực tiếp
|  | Bán kết  | Bán kết  | Bán kết |  |  | Chung kết      | Chung kết      | Chung kết      |
|  |          |          |         |  |  |                |                |                |
|  | Đức      | Đức      | 1       |  |  |                |                |                |
|  | Nga      | Nga      | 3       |  |  |                |                |                |
|  |          |          |         |  |  | Nga            | Nga            | 2(6)           |
|  |          |          |         |  |  | Pháp           | Pháp           | 2(5)           |
|  | Pháp     | Pháp     | 1       |  |  |                |                |                |
|  | Phần Lan | Phần Lan | 0       |  |  | Tranh hạng năm | Tranh hạng năm | Tranh hạng năm |
|  |          |          |         |  |  |                |                |                |
|  |          |          |         |  |  | Thụy Sĩ        | Thụy Sĩ        | 2              |
|  |          |          |         |  |  | Anh            | Anh            | 1              |

### Tranh hạng năm
| Thụy Sĩ                     | 2 – 1    | Anh        |
| --------------------------- | -------- | ---------- |
| Eggenberger 29' · Bürki 50' | Chi tiết | Carney 40' |

### Bán kết
| Đức                  | 1 – 3    | Nga                  |
| -------------------- | -------- | -------------------- |
| Okoyino da Mbabi 44' | Chi tiết | Danilova 43' 65' 91' |

| Pháp      | 1 – 0    | Phần Lan |
| --------- | -------- | -------- |
| Delie 75' | Chi tiết |          |

### Chung kết
| Nga                                                                      | 2 – 2 (s.h.p.) | Pháp                                                             |
| ------------------------------------------------------------------------ | -------------- | ---------------------------------------------------------------- |
| Terekhova 47' · Danilova 77'                                             | Chi tiết       | Thomis 67' · Courteille 86'                                      |
| Loạt sút luân lưu                                                        |                |                                                                  |
| Morozova · Titova · Afanasova · Petrova · Danilova · Todua · Tsybutovich | 6 – 5          | Peruzzetto · Necib · Dahou · Mula · Bouhaddi · Ducher · Boulleau |

| Vô địch U-19 nữ châu Âu 2005 |
| ---------------------------- |
| · Nga · Lần thứ nhất         |